# Atlantic Rugby Premiership
L'American Rugby Premiership ou Atlantic Rugby Premiership ou bien A.R.P. est une compétition annuelle de rugby à XV mettant aux prises 6 équipes représentatives de la côte Est et du Sud des États-Unis.

## Histoire
L'American Rugby Premiership est une compétition créée dans le but de maintenir un haut niveau de compétitivité dans l'Est du pays après la réforme du championnat des États-Unis de rugby en 2014. 

## Format
Le tournoi se dispute en matchs aller-retour.

## Liste des équipes en compétition
La compétition oppose pour la saison 2015-2016 les cinq équipes suivantes :
| Club                    | Fondé | Stade                  | Ville    |
| ----------------------- | ----- | ---------------------- | -------- |
| Boston R.C.             | 1960  | Franklin Park          | Boston   |
| Boston Irish Wolfhounds | 1989  | Irish Cultural Centre  | Canton   |
| N.Y.A.C.                | 1973  | Travers Island         | New York |
| Old Blue RFC            | 1963  | Baker Athletic Complex | New York |
| Life                    | 1986  | LU Sports Complex      | Marietta |

## Palmarès
| Saison    | Vainqueur           | Score       | 2ème                |
| --------- | ------------------- | ----------- | ------------------- |
| 2014-2015 | Life Running Eagles | Round-robin | N.Y.A.C.            |
| 2015-2016 | Life Running Eagles | Round-robin | Old Blue RFC        |
| 2016      | N.Y.A.C.            | Round-robin | Old Blue RFC        |
| 2017      | Old Blue RFC        | Round-robin | N.Y.A.C.            |
| 2018      | Old Blue RFC        | Round-robin | Life Running Eagles |
| 2019      | Life Running Eagles | Round-robin | Mystic River        |